# 퍼미션 (영화)
《퍼미션》(Permission)은 미국에서 제작된 브라이언 크라노 감독의 2017년 코미디, 드라마, 멜로/로맨스 영화이다. 레베카 홀 등이 주연으로 출연하였고 레베카 홀 등이 제작에 참여하였다.

## 출연

### 주연
- 레베카 홀
- 댄 스티븐스

### 조연
- 지나 거손
- 프란시스 아노드
- 모건 스펙터
- 데이비드 조셉 크레이그
- 제이슨 서디키스
- 라울 카스틸로
- 미쉘 허스트
- 사라 스틸

## 기타
- 라인프로듀서: 에리카 햄슨
- 미술: 데이빗 메이어
- 세트: 콜린 닷지
- 의상: 캐시디 모셔
- 배역: 헨리 러셀 버그스타인
- 배역: 스테파니 홀브룩